# Horton Hears a Who!
Horton Hears a Who! is een Amerikaanse digitale animatiefilm onder regie van Jimmy Hayward en Steve Martino uit 2008. De film is gebaseerd op een boek van Dr. Seuss.

## Verhaal
Wanneer Horton de olifant op een dag iemand hoort schreeuwen om hulp, besluit hij diegene te helpen. Het blijkt het huis van de Who's te zijn, die in de Whoville wonen, een minuscule planeet.

## Rolverdeling
- Jim Carrey - Horton
- Steve Carell - De burgemeester van Whoville
- Isla Fisher
- Seth Rogen
- Jonah Hill
- Will Arnett
- Jaime Pressly - Mrs. Quilligan
- Selena Gomez - Dochter van de burgemeester
- Carol Burnett - Kangoeroe
- Amy Poehler
- Dan Fogler - Yummo
- Adewale Akinnuoye-Agbaje
- Josh Flitter

## Nederlandse stemmen
Filemon Wesselink, Giel Beelen, Carice van Houten, Loek Beernink, Michiel Huisman, Lenette van Dongen.